# Isabel de Sicilia (duquesa de Baviera)
Isabel de Sicilia (1310-Landshut,  21 de marzo de 1349) fue una princesa siciliana perteneciente a la dinastía aragonesa de Sicilia y duquesa consorte de Baviera. 

## Biografía
Hija de Federico III de Sicilia y Leonor de Anjou. Entre sus hermanos estaban Pedro II de Sicilia y Manfredo de Atenas. Después de su muerte su título fue dado a Georgia Lanza.
El 27 de junio de 1328, Isabel se casó con Esteban II, Duque de Baviera, hijo del emperador Luis IV y Beatriz de Silesia. Tuvieron tres hijos y una hija:
1. Esteban III de Baviera-Ingolstadt (1337-26 de septiembre de 1413, Niederschönfeld).
2. Federico de Baviera-Landshut (1339-4 de diciembre de 1393, Budweis).
3. Juan II de Baviera-Múnich (1341-1397).
4. Agnes (n. 1338), casada c. 1356 con Jaime I de Chipre.

## Descendientes
Dos de sus hijos llegarían a ser duques de Baviera y su hija, Agnes Reina de Chipre por su matrimonio con Jaime I de Chipre. Su nieta y tocaya fue Isabel de Baviera, reina de Francia por su matrimonio con Carlos VI de Francia. Entre los hijos de Isabel estarían Isabel, Reina de Inglaterra; Catalina, también reina de Inglaterra; Micaela, duquesa de Borgoña y Carlos VII de Francia.
Elisabeth murió en 1349.